# Akiko Ikeda
Pour les articles homonymes, voir Ikeda.
 (juin 2014).
Si vous disposez d'ouvrages ou d'articles de référence ou si vous connaissez des sites web de qualité traitant du thème abordé ici, merci de compléter l'article en donnant les références utiles à sa vérifiabilité et en les liant à la section « Notes et références ».
Akiko Hikeda (池田あきこ), née à Tokyo en 1950 est un auteur et illustratrice japonaise. Elle a publié de nombreux romans, essais et livres illustrés.

## Biographie
Akiko Ikeda est une ancienne étudiante de l'Université de Kyoto et du Chelsea College of Art and Design. En 1984, elle a ouvert un magasin d'artisanat du cuir à Tokyo et publié le premier livre de sa série Dayan.

## Dayan
Son personnage principal est le chat Dayan (ダヤン), qui vit dans un lieu imaginaire appelé Wachifield (わちふぃーるど). De nombreux magasins et librairies distribuent les livres et les produits dérivés de Dayan.
On trouve également un domaine Wachifields près du Mont Fuji, au lac Kawaguchi.
Une série de courts dessins animés inspirés des aventures de Dayan a été créée en avril 2014.